# Machalí
Machalí är en stad i centrala Chile. Den tillhör provinsen Cachapoal i regionen Libertador General Bernardo O'Higgins, och ligger cirka 80 km söder om huvudstaden Santiago de Chile. Machalí är belägen strax öster om den större staden Rancagua, och folkmängden uppgår till cirka 50 000 invånare.